# 薛懐吉
薛 懐吉（せつ かいきつ、生年不詳 - 523年）は、北魏の軍人。本貫は河東郡汾陰県。

## 経歴
薛真度の庶長子として生まれた。武勇を好んで膂力にすぐれ、読書や学問はできなかったが、世事に通じていた。奉朝請を初任とし、後宮の宿直の職をつとめ、太官令を兼ねた。正始初年に驃騎将軍となり、後に恒農郡太守を代行した。
506年（正始3年）、南朝梁が桓和らを派遣して徐州や兗州に侵入してくると、北魏では邢巒がこれの迎撃にあたり、懐吉は本任のまま邢巒の下で軍司をつとめた。508年（永平元年）、梁州の晋寿郡を分離して益州が置かれると、懐吉は征虜将軍・益州刺史に任じられた。
中山王元英が征東将軍となって元愉の乱を討つこととなり、懐吉は元英の軍司に任命されたが、出立する前に元愉の乱は平定されたため、取りやめられた。梁が郢州の三関を陥落させると、元英は宣武帝の命を受けて南征し、懐吉はその下で軍司をつとめた。義陽が危機に瀕すると、懐吉は先鋒として救援に駆けつけた。豫州の城民の白早生が豫州刺史の司馬悦を殺害し、懸瓠をもって梁に降ると、梁は将軍の斉苟仁を派遣して懸瓠を守らせた。このため懸瓠以南の安陸までの地で、北魏の手にあるのは義陽城のみとなった。懐吉は郢州刺史の婁悦と協力して義陽の将士を督励し、守戦につとめたため、義陽を守りきることができ、元英による三関諸戍の奪回にもつながった。
511年（永平4年）、鎮東将軍の盧昶が朐山を救援し、梁軍と対峙すると、懐吉は盧昶の下で軍司となった（朐山の戦い）。盧昶が敗戦したが、懐吉は罪に問われなかった。延昌年間、征虜将軍のまま梁州刺史に任じられた。518年（神亀元年）、南秦州の氐族が反乱を起こし、その軍勢が武興に迫ると、懐吉は梁州長史の崔纂や梁州司馬の韋弼および梁州別駕の范珦を派遣して反乱を鎮圧させた。懐吉は右将軍に進んだ。正光初年、後将軍・汾州刺史に任じられた。
523年（正光4年）、死去した。平北将軍・并州刺史の位を追贈された。

## 伝記資料
- 『魏書』巻61 列伝第49
- 『北史』巻39 列伝第27